# Kulu (district in Konya)
Kulu is een stad en district in het noorden van de Turkse provincie Konya.

## Geografie
Het district Kulu grenst aan het district Cihanbeyli in het zuiden en in het noorden aan de districten Haymana, Bala en Şereflikoçhisar van de provincie Ankara.

## Bevolking
De meerderheid van de bevolking bestaat uit Koerden, terwijl etnische Turken een minderheid vormen. Exacte statistieken over de bevolkingssamenstelling ontbreken echter. Het inwonersaantal bereikte in 2000 een hoogtepunt met ruim 70.000 inwoners. Sindsdien kampt de regio met een bevolkingskrimp, met name vanwege emigratie naar Zweden, Denemarken en Duitsland.
| stad Kulu     | 8.905  | 11.707 | 16.064 | 28.024 | 22.267 | -      |
| Platteland    | 25.827 | 33.883 | 38.446 | 44.255 | 33.315 | -      |
| Kulu (totaal) | 34.732 | 45.590 | 54.510 | 72.279 | 55.582 | 50.825 |

## Dorpen
Tot 1954 vielen de meeste onderstaande dorpen administratief tot het bestuur van het district Haymana (Ankara). 
| Plaatsnaam    | Koerdische naam |
| ------------- | --------------- |
| Acıkuyu       | Birdalik        |
| Ağılbaşı      |                 |
| Alparslan     |                 |
| Altılar       |                 |
| Arşıncı       | Garmık          |
| Bahadırlı     |                 |
| Beşkardeş     | Torina          |
| Bozan         |                 |
| Burunağıl     |                 |
| Camikebir     |                 |
| Canımana      |                 |
| Celep         | Sewikan         |
| Dipdede       |                 |
| Doğutepe      |                 |
| Fevziye       |                 |
| Gökler        |                 |
| Güzelyayla    |                 |
| Hisarköy      |                 |
| Karacadere    |                 |
| Karacadağ     | Xelikan         |
| Kırkkuyu Köyü |                 |
| Kırklar       | Bircê           |
| Kömüşini      |                 |
| Köşker        |                 |
| Ömeranlı      | Omera           |
| Sarıyayla     |                 |
| Pazaröz       | Bazarûzê        |
| Soğukkuyu     |                 |
| Şerefli       |                 |
| Seyitahmetli  |                 |
| Tavlıören     |                 |
| Tuzyaka       | Cutkan          |
| Uzunkuyu      | Birê Dêrêj      |
| Zincirlikuyu  | Gundî Omê       |
| Yaraşlı       |                 |
| Yazıçayır     |                 |
| Yeşiltepe     |                 |
| Yeşilyurt     |                 |